# Frequently Asked Questions About Time Travel
Frequently Asked Questions About Time Travel (br:"Perguntas Frequentes sobre Viagem no Tempo"[carece de fontes?]) é filme britânico de comédia e ficção científica de 2009 dirigido por Gareth Carrivick e escrito por Jamie Mathieson.
É uma coprodução HBO Films a BBC films rodado nos estúdios da Pinewood.

## Enredo
O filme segue a ideia dos três amigos; dois deles geeks e um cético, que depois de conversarem bastante sobre viagem no tempo dentro de um bar inglês, acabam mesmo realizando algumas viagens no tempo a partir de uma falha no espaço-tempo localizado dentro do banheiro masculino. O filme foi lançado nos Estados Unidos no dia 24 de abril de 2009.

## Elenco
| Nome               | Personagem                        |
| ------------------ | --------------------------------- |
| Chris O'Dowd       | Ray, o geek                       |
| Marc Wootton       | Toby, o segundo geek              |
| Dean Lennox Kelly  | Pete, o cético                    |
| Anna Faris         | Cassie, a viajante do tempo       |
| Meredith MacNeill  | Millie, segunda viajante do tempo |
| Ray Gardner        | Mellor                            |
| Nick Ewans         | Barry                             |
| Arthur Nightingale | Homem velho                       |
| Paul Adams         | Tramp                             |
| Dario Attanasio    | Não creditado                     |
| John Snowden       | Jogador de dardo #1               |
| John Warman        | Jogador de dardo #2               |

## Outros nomes do filme
| Nome                  | País/Países |
| --------------------- | ----------- |
| FAQ About Time Travel | UK (DVD)    |